# Platypterygius
Platypterygius és un gènere d'ictiosaure de la família dels oftalmosàurids que va viure al període Cretaci. Estava estretament emparentat amb els gèneres Caypullisaurus i Brachypterygius.